# Boro Bosić
Boro Bosić (ur. 17 czerwca 1950) – bośniacki polityk pochodzenia serbskiego, od 3 stycznia 1997 do 3 lutego 1999 roku współprzewodniczący Rady Ministrów Bośni i Hercegowiny (kolegialnego urzędu premiera).
Należał do Serbskiej Partii Demokratycznej. Od 1993 był ministrem energii w Republice Serbskiej. Pełnił też funkcję ministra ekonomii w Słowenii, a także dyrektora termoelektrowni. W 2008 stanął przed słoweńskim sądem, oskarżony o nadużycia finansowe, został uniewinniony trzy lata później.